# Герб Глобинського району
Герб Глобинського району — офіційний символ Глобинського району, затверджений 24 серпня 2002 р. рішенням сесії районної ради.

## Опис
Щит перетятий двома чорними хвилястими нитяними балками на золоте і лазурове поля. У центрі щита золота чорнильниця з срібним пером і срібна шабля в косий крест. У правій нижній частині золотий сніп із трьох колосків. Щит увінчано трьома шестипроменевими зірками і написом "Глобинщина" над ними, і обрамлено вінком з гілок калини й пшеничних колосків, обвитим синьо-жовтою стрічкою. Внизу зображено старовинну ліру.